# Genuksuran
Genuksuran is een bestuurslaag in het regentschap Grobogan van de provincie Midden-Java, Indonesië. Genuksuran telt 4103 inwoners (volkstelling 2010).